# Loi de Fisher
Ne doit pas être confondu avec Loi de Poisson.
En théorie des probabilités et en statistiques, la loi de Fisher ou encore loi de Fisher-Snedecor ou encore loi F de Snedecor est une loi de probabilité continue,,. Elle tire son nom des statisticiens Ronald Aylmer Fisher et George Snedecor. 
La loi de Fisher survient très fréquemment en tant que loi de la statistique de test lorsque l'hypothèse nulle est vraie, dans des tests statistiques, comme les tests du ratio de vraisemblance, dans les tests de Chow utilisés en économétrie, ou encore dans l'analyse de la variance (ANOVA) via le test de Fisher.

## Caractérisation
Une variable aléatoire réelle distribuée selon la loi de Fisher peut être construite comme le quotient de deux variables aléatoires indépendantes, U1 et U2, distribuées chacune selon une loi du χ² et ajustées pour leurs nombres de degrés de liberté, respectivement d1 et d2 :
{\displaystyle \mathrm {F} (d_{1},d_{2})\sim {\frac {U_{1}/d_{1}}{U_{2}/d_{2}}}}.
La densité de probabilité d'une loi de Fisher, F(d1, d2), est donnée par
{\displaystyle f(x)={\frac {\left({\frac {d_{1}\,x}{d_{1}\,x+d_{2}}}\right)^{d_{1}/2}\;\left(1-{\frac {d_{1}\,x}{d_{1}\,x+d_{2}}}\right)^{d_{2}/2}}{x\;\mathrm {B} (d_{1}/2,d_{2}/2)}}}
pour tout réel x ≥ 0, où d1 et d2 sont des entiers positifs et B est la fonction bêta.
La fonction de répartition associée est :
{\displaystyle F(x)=I_{\frac {d_{1}x}{d_{1}x+d_{2}}}(d_{1}/2,d_{2}/2)}
où I est la fonction bêta incomplète régularisée.
La loi binomiale est liée à la loi de Fisher par la propriété suivante: 
si X suit une loi binomiale de paramètres n et p, et si k est un entier compris entre 0 et n, alors {\displaystyle \mathbb {P} (X\leq k)=\mathbb {P} (F\geq x)} où F suit une loi de Fisher de paramètres {\displaystyle d_{1}=2(k+1)\,,\,d_{2}=2(n-k)} avec {\displaystyle x={\frac {n-k}{k+1}}\cdot {\frac {p}{1-p}}.}
L'espérance, la variance valent respectivement
{\displaystyle {\frac {d_{2}}{d_{2}-2}}\!}
pour d2 > 2 et
{\displaystyle {\frac {2\,d_{2}^{2}\,(d_{1}+d_{2}-2)}{d_{1}(d_{2}-2)^{2}(d_{2}-4)}}\!}
pour d2 > 4. Pour d2 > 8, le kurtosis normalisé est {\displaystyle \gamma _{2}=12{\frac {d_{1}(5d_{2}-22)(d_{1}+d_{2}-2)+(d_{2}-4)(d_{2}-2)^{2}}{d_{1}(d_{2}-6)(d_{2}-8)(d_{1}+d_{2}-2)}}}.

## Généralisation
Une généralisation de la loi de Fisher est la loi de Fisher non-centrée (en).

## Lois associées et propriétés
- Si {\displaystyle \ X\sim \mathrm {F} (d_{1},d_{2})} alors {\displaystyle Y=\lim _{d_{2}\to \infty }d_{1}X} est distribuée selon une loi du χ² {\displaystyle \chi _{d_{1}}^{2}};
- La loi {\displaystyle \mathrm {F} (d_{1},d_{2})} est équivalente à la loi T2 de Hotelling {\displaystyle (d_{1}(d_{1}+d_{2}-1)/d_{2})\operatorname {T} ^{2}(d_{1},d_{1}+d_{2}-1)};
- Si {\displaystyle X\sim \operatorname {F} (d_{1},d_{2}),} alors la loi inverse est aussi une loi de Fisher {\displaystyle {\frac {1}{X}}\sim F(d_{2},d_{1})};
- Si {\displaystyle X\sim \mathrm {t} (d)\!} est distribuée selon une loi de Student alors {\displaystyle X^{2}\sim \operatorname {F} (1,d)};
- Si {\displaystyle X\sim {\mathcal {N}}(0,1)} est distribuée selon une loi normale alors {\displaystyle X^{2}\sim \operatorname {F} (1,\infty )};
- Si {\displaystyle X\sim \operatorname {F} (d_{1},d_{2})} et {\displaystyle Y={\frac {d_{1}X/d_{2}}{1+d_{1}X/d_{2}}}} alors {\displaystyle Y\sim \operatorname {Beta} (d_{1}/2,d_{2}/2)} est distribuée selon une loi bêta;
- Si {\displaystyle \operatorname {Q} _{X}(p)} est le quantile d'ordre {\displaystyle p} pour {\displaystyle X\sim \operatorname {F} (d_{1},d_{2})} et que {\displaystyle \operatorname {Q} _{Y}(p)} est le quantile d'ordre {\displaystyle p} pour {\displaystyle Y\sim \operatorname {F} (d_{2},d_{1})} alors {\displaystyle \operatorname {Q} _{X}(p)=1/\operatorname {Q} _{Y}(1-p)}.

## Table de valeurs des quantiles

Définition du 95e centile d'une loi de Fisher-Snedecor.

Le tableau suivant fournit les valeurs de certains quantiles de la loi de Fisher pour différents paramètres ν1  et ν2. Pour chaque paramètre, le quantile donné est tel que la probabilité pour qu'une variable suivant une loi de Fisher lui soit inférieur est de {\displaystyle 1-\alpha }. Ainsi, pour {\displaystyle 1-\alpha =0,95} et  {\displaystyle d_{1}=1} et {\displaystyle d_{2}=3}, si X suit une loi de Fisher avec ces paramètres , on lit dans la table  que {\displaystyle P(X\leqslant 10,13)=0,95.}
| {\displaystyle d_{2}} (dén.) | {\displaystyle d_{1}} (numérateur) | {\displaystyle d_{1}} (numérateur) | {\displaystyle d_{1}} (numérateur) | {\displaystyle d_{1}} (numérateur) | {\displaystyle d_{1}} (numérateur) | {\displaystyle d_{1}} (numérateur) | {\displaystyle d_{1}} (numérateur) | {\displaystyle d_{1}} (numérateur) | {\displaystyle d_{1}} (numérateur) | {\displaystyle d_{1}} (numérateur) | {\displaystyle d_{1}} (numérateur) | {\displaystyle d_{1}} (numérateur) | {\displaystyle d_{1}} (numérateur) | {\displaystyle d_{1}} (numérateur) | {\displaystyle d_{1}} (numérateur) | {\displaystyle d_{1}} (numérateur) | {\displaystyle d_{1}} (numérateur) | {\displaystyle d_{1}} (numérateur) | {\displaystyle d_{1}} (numérateur) | {\displaystyle d_{1}} (numérateur) |
| {\displaystyle d_{2}} (dén.) | 1                                  | 2                                  | 3                                  | 4                                  | 5                                  | 6                                  | 7                                  | 8                                  | 9                                  | 10                                 | 20                                 | 30                                 | 40                                 | 50                                 | 60                                 | 80                                 | 100                                | 200                                | 500                                | 1 000                              |
| ---------------------------- | ---------------------------------- | ---------------------------------- | ---------------------------------- | ---------------------------------- | ---------------------------------- | ---------------------------------- | ---------------------------------- | ---------------------------------- | ---------------------------------- | ---------------------------------- | ---------------------------------- | ---------------------------------- | ---------------------------------- | ---------------------------------- | ---------------------------------- | ---------------------------------- | ---------------------------------- | ---------------------------------- | ---------------------------------- | ---------------------------------- |
| 1                            | 161.45                             | 199.50                             | 215.71                             | 224.58                             | 230.16                             | 233.99                             | 236.77                             | 238.88                             | 240.54                             | 241.88                             | 248.02                             | 250.10                             | 251.14                             | 251.77                             | 252.20                             | 252.72                             | 253.04                             | 253.68                             | 254.06                             | 254.19                             |
| 2                            | 18.51                              | 19.00                              | 19.16                              | 19.25                              | 19.30                              | 19.33                              | 19.35                              | 19.37                              | 19.38                              | 19.40                              | 19.45                              | 19.46                              | 19.47                              | 19.48                              | 19.48                              | 19.48                              | 19.49                              | 19.49                              | 19.49                              | 19.49                              |
| 3                            | 10.13                              | 9.55                               | 9.28                               | 9.12                               | 9.01                               | 8.94                               | 8.89                               | 8.85                               | 8.81                               | 8.79                               | 8.66                               | 8.62                               | 8.59                               | 8.58                               | 8.57                               | 8.56                               | 8.55                               | 8.54                               | 8.53                               | 8.53                               |
| 4                            | 7.71                               | 6.94                               | 6.59                               | 6.39                               | 6.26                               | 6.16                               | 6.09                               | 6.04                               | 6.00                               | 5.96                               | 5.80                               | 5.75                               | 5.72                               | 5.70                               | 5.69                               | 5.67                               | 5.66                               | 5.65                               | 5.64                               | 5.63                               |
| 5                            | 6.61                               | 5.79                               | 5.41                               | 5.19                               | 5.05                               | 4.95                               | 4.88                               | 4.82                               | 4.77                               | 4.74                               | 4.56                               | 4.50                               | 4.46                               | 4.44                               | 4.43                               | 4.41                               | 4.41                               | 4.39                               | 4.37                               | 4.37                               |
| 6                            | 5.99                               | 5.14                               | 4.76                               | 4.53                               | 4.39                               | 4.28                               | 4.21                               | 4.15                               | 4.10                               | 4.06                               | 3.87                               | 3.81                               | 3.77                               | 3.75                               | 3.74                               | 3.72                               | 3.71                               | 3.69                               | 3.68                               | 3.67                               |
| 7                            | 5.59                               | 4.74                               | 4.35                               | 4.12                               | 3.97                               | 3.87                               | 3.79                               | 3.73                               | 3.68                               | 3.64                               | 3.44                               | 3.38                               | 3.34                               | 3.32                               | 3.30                               | 3.29                               | 3.27                               | 3.25                               | 3.24                               | 3.23                               |
| 8                            | 5.32                               | 4.46                               | 4.07                               | 3.84                               | 3.69                               | 3.58                               | 3.50                               | 3.44                               | 3.39                               | 3.35                               | 3.15                               | 3.08                               | 3.04                               | 3.02                               | 3.01                               | 2.99                               | 2.97                               | 2.95                               | 2.94                               | 2.93                               |
| 9                            | 5.12                               | 4.26                               | 3.86                               | 3.63                               | 3.48                               | 3.37                               | 3.29                               | 3.23                               | 3.18                               | 3.14                               | 2.94                               | 2.86                               | 2.83                               | 2.80                               | 2.79                               | 2.77                               | 2.76                               | 2.73                               | 2.72                               | 2.71                               |
| 10                           | 4.96                               | 4.10                               | 3.71                               | 3.48                               | 3.33                               | 3.22                               | 3.14                               | 3.07                               | 3.02                               | 2.98                               | 2.77                               | 2.70                               | 2.66                               | 2.64                               | 2.62                               | 2.60                               | 2.59                               | 2.56                               | 2.55                               | 2.54                               |
| 20                           | 4.35                               | 3.49                               | 3.10                               | 2.87                               | 2.71                               | 2.60                               | 2.51                               | 2.45                               | 2.39                               | 2.35                               | 2.12                               | 2.04                               | 1.99                               | 1.97                               | 1.95                               | 1.92                               | 1.91                               | 1.88                               | 1.86                               | 1.85                               |
| 30                           | 4.17                               | 3.32                               | 2.92                               | 2.69                               | 2.53                               | 2.42                               | 2.33                               | 2.27                               | 2.21                               | 2.16                               | 1.93                               | 1.84                               | 1.79                               | 1.76                               | 1.74                               | 1.71                               | 1.70                               | 1.66                               | 1.64                               | 1.63                               |
| 40                           | 4.08                               | 3.23                               | 2.84                               | 2.61                               | 2.45                               | 2.34                               | 2.25                               | 2.18                               | 2.12                               | 2.08                               | 1.84                               | 1.74                               | 1.69                               | 1.66                               | 1.64                               | 1.61                               | 1.59                               | 1.55                               | 1.53                               | 1.52                               |
| 50                           | 4.03                               | 3.18                               | 2.79                               | 2.56                               | 2.40                               | 2.29                               | 2.20                               | 2.13                               | 2.07                               | 2.03                               | 1.78                               | 1.69                               | 1.63                               | 1.60                               | 1.58                               | 1.54                               | 1.52                               | 1.48                               | 1.46                               | 1.45                               |
| 60                           | 4.00                               | 3.15                               | 2.76                               | 2.53                               | 2.37                               | 2.25                               | 2.17                               | 2.10                               | 2.04                               | 1.99                               | 1.75                               | 1.65                               | 1.59                               | 1.56                               | 1.53                               | 1.50                               | 1.48                               | 1.44                               | 1.41                               | 1.40                               |
| 70                           | 3.98                               | 3.13                               | 2.74                               | 2.50                               | 2.35                               | 2.23                               | 2.14                               | 2.07                               | 2.02                               | 1.97                               | 1.72                               | 1.62                               | 1.57                               | 1.53                               | 1.50                               | 1.47                               | 1.45                               | 1.40                               | 1.37                               | 1.36                               |
| 80                           | 3.96                               | 3.11                               | 2.72                               | 2.49                               | 2.33                               | 2.21                               | 2.13                               | 2.06                               | 2.00                               | 1.95                               | 1.70                               | 1.60                               | 1.54                               | 1.51                               | 1.48                               | 1.45                               | 1.43                               | 1.38                               | 1.35                               | 1.34                               |
| 90                           | 3.95                               | 3.10                               | 2.71                               | 2.47                               | 2.32                               | 2.20                               | 2.11                               | 2.04                               | 1.99                               | 1.94                               | 1.69                               | 1.59                               | 1.53                               | 1.49                               | 1.46                               | 1.43                               | 1.41                               | 1.36                               | 1.33                               | 1.31                               |
| 100                          | 3.94                               | 3.09                               | 2.70                               | 2.46                               | 2.31                               | 2.19                               | 2.10                               | 2.03                               | 1.97                               | 1.93                               | 1.68                               | 1.57                               | 1.52                               | 1.48                               | 1.45                               | 1.41                               | 1.39                               | 1.34                               | 1.31                               | 1.30                               |
| 200                          | 3.89                               | 3.04                               | 2.65                               | 2.42                               | 2.26                               | 2.14                               | 2.06                               | 1.98                               | 1.93                               | 1.88                               | 1.62                               | 1.52                               | 1.46                               | 1.41                               | 1.39                               | 1.35                               | 1.32                               | 1.26                               | 1.22                               | 1.21                               |
| 300                          | 3.87                               | 3.03                               | 2.63                               | 2.40                               | 2.24                               | 2.13                               | 2.04                               | 1.97                               | 1.91                               | 1.86                               | 1.61                               | 1.50                               | 1.43                               | 1.39                               | 1.36                               | 1.32                               | 1.30                               | 1.23                               | 1.19                               | 1.17                               |
| 500                          | 3.86                               | 3.01                               | 2.62                               | 2.39                               | 2.23                               | 2.12                               | 2.03                               | 1.96                               | 1.90                               | 1.85                               | 1.59                               | 1.48                               | 1.42                               | 1.38                               | 1.35                               | 1.30                               | 1.28                               | 1.21                               | 1.16                               | 1.14                               |
| 1 000                        | 3.85                               | 3.00                               | 2.61                               | 2.38                               | 2.22                               | 2.11                               | 2.02                               | 1.95                               | 1.89                               | 1.84                               | 1.58                               | 1.47                               | 1.41                               | 1.36                               | 1.33                               | 1.29                               | 1.26                               | 1.19                               | 1.13                               | 1.11                               |
| 2 000                        | 3.85                               | 3.00                               | 2.61                               | 2.38                               | 2.22                               | 2.10                               | 2.01                               | 1.94                               | 1.88                               | 1.84                               | 1.58                               | 1.46                               | 1.40                               | 1.36                               | 1.32                               | 1.28                               | 1.25                               | 1.18                               | 1.12                               | 1.09                               |